# Prunus ramburii
Prunus ramburii är en rosväxtart som beskrevs av Pierre Edmond Boissier. Prunus ramburii ingår i släktet prunusar, och familjen rosväxter. IUCN kategoriserar arten globalt som sårbar. Inga underarter finns listade i Catalogue of Life.